# Isocapnia orientalis
Isocapnia orientalis is een steenvlieg uit de familie Capniidae. De wetenschappelijke naam van de soort is voor het eerst geldig gepubliceerd in 1975 door Zhiltzova.